# 皇甫仁
皇甫仁（：／，1387年—1453年11月10日），字四兼、又字春卿，號芝峰，本貫永川皇甫氏，朝鮮王朝文臣，為知中樞院事皇甫琳之子。
1414年（太宗14年）文科及第，此後歷任上護軍、堂上官、同副代言、右代言、左代言、知申事、刑曹左參判、刑曹右參判等職。世宗在位期間擔任北道體察使，與金宗瑞一起擊退女真族兀狄哈進攻，開拓邊疆，以其地設置六鎮。此後歷任兵曹判書、左參贊、右贊成、右議政、左議政等職。文宗在位期間擔任領議政。文宗去世後，遺命他和金宗瑞輔佐年幼的端宗。1453年，首陽大君發動癸酉靖難，他與金宗瑞一起被首陽大君殺害。
1746年（英祖22年）獲得平反。1758年賜諡忠定。

## 影視形象
- 《破天舞（朝鲜语：파천무 (1990년 드라마)）》，1990年KBS第2頻道電視劇，金成元（朝鲜语：김성원 (배우)）飾
- 《韓明澮（朝鲜语：한명회 (드라마)）》，1994年KBS第2頻道電視劇，李致雨（朝鲜语：이치우）飾
- 《王與妃》，1998年KBS第2頻道電視劇，李信宰（朝鲜语：이신재）飾
- 《仁粹大妃》，2011年JTBC電視劇，沈洋弘（朝鲜语：심양홍）飾